# 프레데릭스베르궁

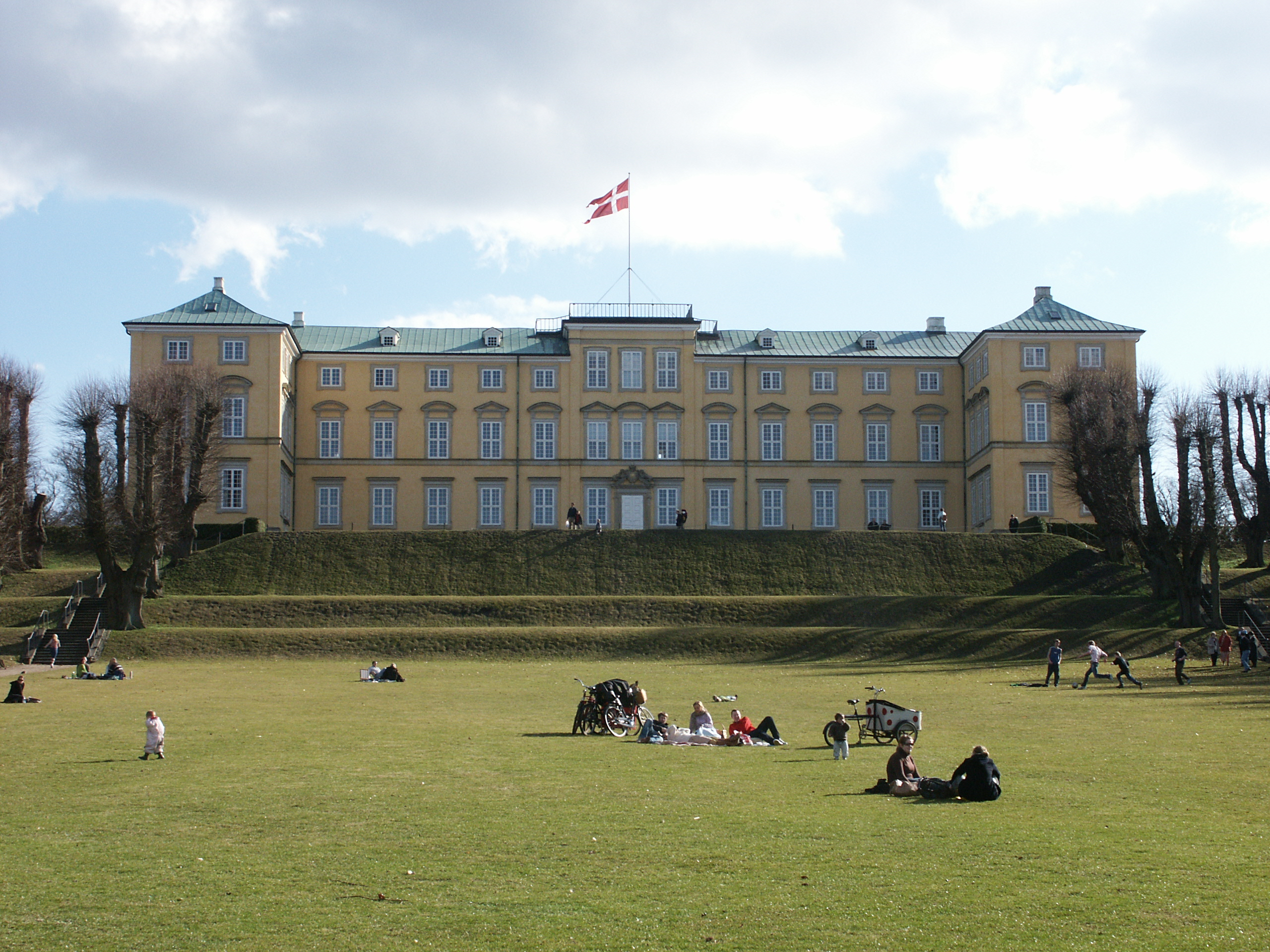
프레데릭스베르 궁전의 모습

프레데릭스베르 궁전(덴마크어: Frederiksberg Slot)은 덴마크의 프레데릭스베르에 있는 궁전이다. 1700년부터 1735년까지 프레데리크 4세 국왕에 의해 지어졌으며 특별히 덴마크 왕가의 여름 궁전으로 1800년대 중반 이후부터 사용되고 있다. 코펜하겐에 있는 프레데릭스보르 성과는 다른 곳이다.
1869년 이후 덴마크 왕가 군학교로도 쓰이고 있다. 궁전 본건물을 비롯해 예배당은 천정에 전체적으로 그림이 그려져 있으며 회반죽으로 이루어져 있다. 고급스러운 대리석 욕실을 비롯해 비밀 통로도 있고 공주의 펜케이크 부엌도 있다.